# Mr. Fix-It (1912)
Mr. Fix-It é um filme de comédia dos Estados Unidos de 1912. O filme mudo foi dirigido, produzido e estrelado por Mack Sennett.